# Меридіан

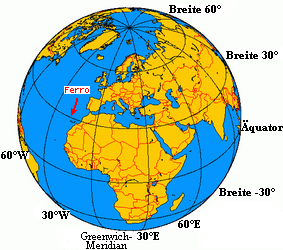
Меридіани прокладено через 30°

Меридіа́н (лат. meridies — «по́лудень»), рідко. півде́нник — уявна лінія перерізу поверхні земної кулі площиною, проведеною через будь-яку точку земної поверхні і вісь обертання Землі. Кожен меридіан проходить через північний і південний полюси та розташовано перпендикулярно до всіх кіл широти. На мапах та глобусі напрям «північ-південь» показують саме меридіани.

## Етимологія
Термін «меридіан» походить від латинського meridies, що буквально означає «лінія, що з’єднує місця, де одночасно є полудень» або, просто, «лінія полудня». В давнину для орієнтування у просторі використовували точки положення Сонця та деяких небесних тіл. Точка найвищого положення Сонця у день називалася полудень, а протилежна їй точка - північ. Умовна лінія, яка їх з'єднувала й називалася меридіан. Вважалося, що Сонце проходить через даний меридіан саме опівдні, на півдорозі між напрямком на схід і захід.

## Історія
На відміну від екватора, вибір початкового меридіана з давніх часів був необов'язковим, і протягом історії кілька меридіанів використовувалися як початок відліку.
Ератосфен вибрав початкову лінію на своїх картах, що перетиналася з Олександрією (його місцем народження). На карті Птолемея довготу обчислювали від острова Ферро (нині Ієрро ), самого західного острова Канарських островів, який розташований на 20° 00' 00" західніше від меридіану Парижа та який на той час був найзахіднішою точкою у Старому світі. Стародавні іранці розташували початковий меридіан у фортеці Кнгдз тому що він був точно в центрі між всіма відомими населеними землями того часу. В IV столітті в Індії використовувався меридіан міста Удджайн (75° 47' сх. д.). У 1634 році король Франції Людовик XIII знову визначив меридіан острова Ієрро як початковий меридіан для французьких карт. Таке розташування дозволило отримати позитивну (східну) довготу для всіх європейських земель, тому його використовували тривалий час кілька інших країн Європи. Наприклад, у Фінляндії довготи продовжували вимірювали від Ферро ще й у ХІХ столітті. У Британії меридіан Гринвіча почав використовуватися як нульовий ще у XVIII столітті та був позначено приблизно на 70% світових морських картах. Вимірювати довготу від нульового меридіану більш менш адекватно змогли лише мореплавці початку ХІХ ст., коли було створено хронометр.
У ХІХ столітті французи почали використовувати меридіан Парижа (02° 20'14'' сх.д.). В Німеччині використовували меридіан Берліна (13° 24' сх. д.), в Іспанії – меридіан Толедо, у Швеції – Уппсальський меридіан, в Італії - меридіан Монте-Маріо у Римі (12°27'10" сх.д.). В Азії також не було єдиного початкового меридіану. В Японії складали маршрути за меридіаном Кіото (136° 14' сх. д.). У період наукового розквіту ісламу в галузі ісламської астрономії меридіан Мекки (Кааба) вважався вихідним меридіаном. З 1884 року більшість країн вибрали початковим меридіаном Гринвіцький.
Територія України на картах до 1928 року здебільшого мала початковий меридіан Пулковської обсерваторії в Санкт-Петербурзі. Потім українські картографи почали використовувати Гринвіцький нульовий меридіан.

## Гринвіцький меридіан
Докладніше: Гринвіцький меридіан
У жовтні 1884 року в Вашингтоні, США, відбулася Міжнародна меридіанна конференція, участь в якій взяли 41 делегат від 25 країн світу. Гринвіцький меридіан був обраний головним меридіаном двадцятьма двома голосами «за», одним «проти »(Гаїті) та двома «утримались» (Франція та Бразилія). Початковий меридіан проходить через Гринвіцьку королівську обсерваторію. Він розділяє західну і східну півкулі. Гринвіцький меридіан та його антимеридіан (180°-й меридіан) є межею західної та східної півкуль.

## Властивості
Всі точки, що розташовані на одному меридіані мають однакову географічну довготу, але різну широту. Від Гринвіцького меридіану на схід відраховують «східну довготу» (знак плюс), на захід - «західну довготу» (знак мінус). Існує 180° східної та 180° західної довготи.
Перетинаючись меридіани та паралелі утворюють градусну сітку, яка допомагає знайти координати будь-якої точки на поверхні земної кулі. Один градус (°) градусної сітки поділяється на 60 хвилин (´), одна ´ поділяється на 60 секунд (´´). На кожному меридіані довгота постійна. Існує 180 меридіанів східної та 180 меридіанів західної довжини. Положення на конкретному меридіані визначається широтою.
Кожен меридіан має антимеридіан на протилежному боці земної сфери. Сукупність двох протилежних меридіанів, що утворюють коло або еліпс, в залежності від випадку, називається меридіанним колом.
Вперше довжину дуги меридіана майже точно виміряв давньогрецький учений Ератосфен. За його підрахунками, довжина меридіанного кола становила 39 690 км. Свої розрахунки вчений здійснив на основі вимірювання кутів падіння сонячних променів у пунктах, розташованих на одному меридіані. За сучасними вимірами, довжина меридіанного кола становить 40 808 км. Меридіани є напівеліпсами і, як геодезичні, вони являють найкоротші траєкторії між двома своїми точками. Усі меридіани мають однакову довжину, що дорівнює 20 003,93 км.
Якщо меридіани мають однакову довжину, то 1° широти на кожному з них становить приблизно 111,1 км. Але, внаслідок того, що Земля має дещо еліпсоїдальну форму, відстань між паралелями на меридіані трохи різниться на різних широтах. Так на екваторі, відстань дорівнює 110,567 км, на тропіку Рака і тропіку Козорога (23,5° північної й південної широти) - 110,948 км, а на 89° біля кожного з полюсів - 111,699 км.

## Особливості проходження
На Земній кулі існує меридіан, що проходить безперервно більше по суші й менше по Світовому океану (тільки 1/3 частина), та має довжину 7420 км суходолу. Ця умовна смужка, розташована між меридіанами 23° до 24° східної довготи, проходить від Південного полюса через Антарктиду (Земля королеви Мод), через Південну Африку, Замбію, Демократичну Республіку Конго, Центральноафриканську республіку, Чад, Лівію, проходячи через Грецію, Болгарію, Румунію, Україну, Білорусь, країни Прибалтики, Фінляндію та крайню північ Норвегії.
Існують й інші меридіани з великим безперервним простяганням по суші: меридіан 104° східної довготи, що проходить через Росію, Монголію, Китай, В’єтнам, Лаос, Камбоджі; інший знаходиться між 66° і 67° західної довготи, ідучи через Аргентину, Болівію, Бразилію та Венесуелу.
Найдовша ділянка меридіана, що проходить через одну країну — це 53°20' західної довготи, яка перетинає Бразилію, та має розмір близько 4050 км.
Найбільш «морським» з меридіанів є 170° західної довготи, що проходить через Північний Льодовитий, Тихий та Південний океани, та тільки на Антарктиди тягнеться по суходолу.
Між меридіанами 156° та 157° західної довготи меридіан проходить майже повністю по воді, перетинаючи невелику ділянку через Аляску.
Повне меридіанне земне коло (360°), меридіани якого проходять здебільшого по суходолу має 109° східної довготи і 71°західної довготи. Воно проходить через Антарктиду, перетинаючи Південну Америку від Вогняної Землі до Венесуели, через північний схід США, Канаду, Росію, Монголію, Китайську Народну Республіку, острови Калімантан та Яву.
Меридіанне коло з 18° західної довготи та 162° східної довготи має найбільше морське проходження, перетинаючи Північний Льодовитий, Атлантичний, Тихий та Південний океани. Це коло проходить по суші тільки по західній частині Дакара (Сенегал) в Африці, Антарктиді та Далекому Сходу Азії. 

## Використання меридіану

### Метр
Перша одиниця виміру метричної системи, метр була визначена як частина земного меридіана. У 1791 році во Франції була прийнята пропозиція визначати метр як одну десятимільйонну частину відстані від Північного полюса до екватора по поверхні земного еліпсоїда на довготі Паризького меридіана. Вчені стверджували, що така одиниця довжини є «природною». До кінця XIX століття з великих країн лише у Великій Британії, США, Російській та Османській імперії залишились старі традиційні міри довжини.

### Морська миля
У 1929 р. було встановлено міжнародну морську милю, яка відповідає одній хвилині земного сфероїда на широті 44,5˚. Вона дорівнює 1852 м.

### Кордони по меридіанах
Проведення кордонів між країнами чи регіонами інколи відбувається по меридіанах, хоча це рідше, ніж для паралелей. Так по 20-й сх.д проведено частина кордону між Намібією та Південною Африкою та Ботсваною, а по 141-й зх.д. - кордон між Канадою та США
Багато кордонів по меридіанах прокладено між адміністративними одиницями країн. Наприклад, у США, в Австралійському Союзі та Канаді.

### Лінія Тордесільяс
У 1494 році було підписано Тордесільський договір між Іспанією та Португалією, який розділяв всі нововідкриті землі між двома країнами. Межа проходила по меридіану, що проходив на відстані приблизно 2220 км на захід від Островів Зеленого Мису, розташованих біля західного узбережжя Африки (за сучасними координатами це 49°32'56" західної довготи).

## Види меридіанів

### Магнітний меридіан
Магнітний меридіан - умовна дуга, проєкція силових ліній магнітного поля Землі на її поверхню. Магнітні меридіани огинають магнітосферу Землі і сходяться на північному і південному магнітних полюсах. Поряд з магнітними меридіанами часто виділяють геомагнітні меридіани лінії перетину поверхні Землі площинами, проведеними через дані точки земної поверхні.

### Небесний меридіан
Велике коло небесної сфери, яке проходить через полюси світу і зеніт місця спостереження, називається астрономічним, або небесним меридіаном.